# Neptunbrunnen (Sankt Petersburg)

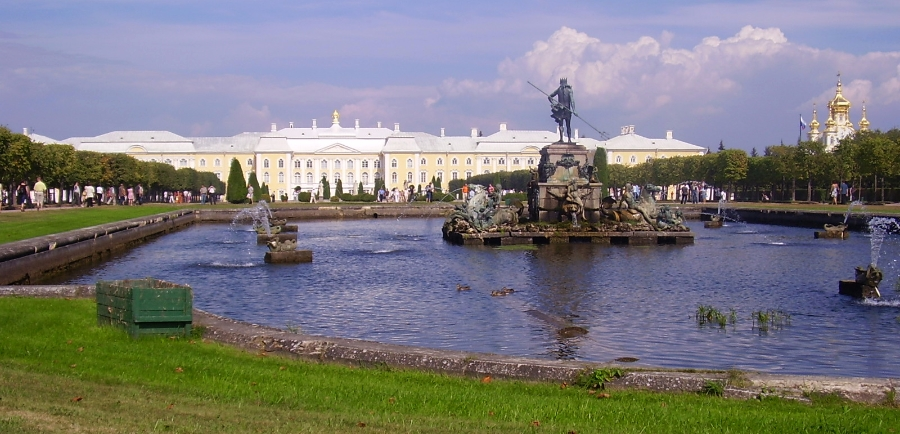
Der Neptunbrunnen in Peterhof

Der St. Petersburger Neptunbrunnen ist ein großer Gartenbrunnen am Schloss Peterhof, der Sommerresidenz des Zaren Peter des Großen, der auf einen älteren barocken Stadtbrunnen für Nürnberg zurückgeht. Er gilt als größter Brunnen barocken Ursprungs nördlich der Alpen.

## Geschichte

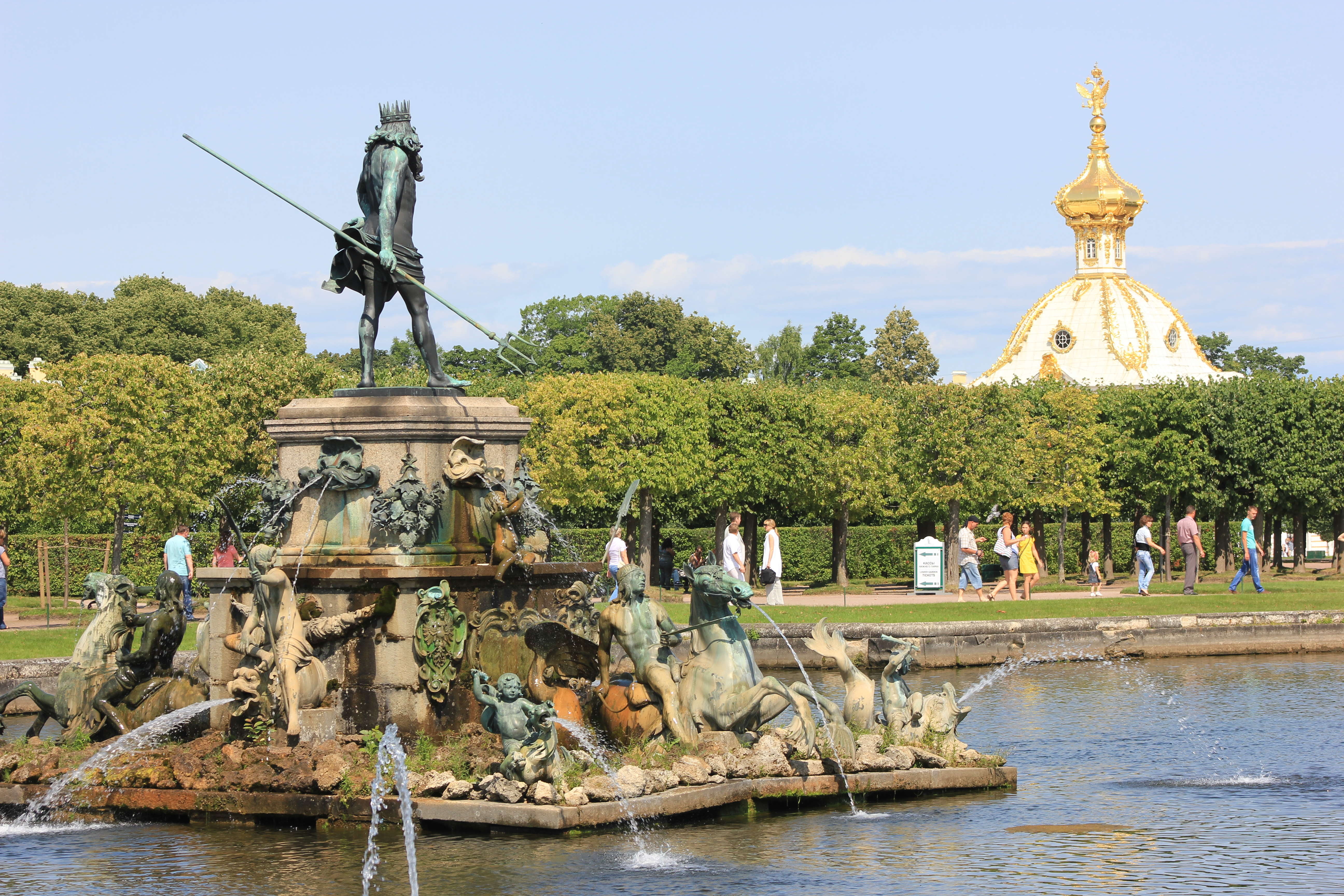
Nahansicht

1797 kaufte Zar Paul I. die Figuren des ursprünglich 1656 von Georg Schweigger und Christoph Ritter für den Nürnberger Hauptmarkt als „monumentum pacis“ als Mahnmal für den Dreißigjährigen Krieg entworfenen Barockbrunnens für 66.000 Gulden von der Stadt Nürnberg, ließ sie nach Peterhof bei Sankt Petersburg verschiffen und frontal vor dem 'Großen Palast' im 'Oberen Garten' im Park seiner Sommerresidenz aufstellen. Entsprechend dem Standort und auch dem geänderten Zeitgeschmack wurde das Arrangement gegenüber dem ursprünglichen Entwurf (der als barocker Architekturbrunnen im städtischen Kontext konzipiert war) bei der Aufstellung in Peterhof nach den Plänen des klassizistischen Hofarchitekten Franz Brauer stark verändert. Die nunmehr in einem neugeschaffenen oktogonalen Großbecken (92 × 33 m) zentral positionierten Figurengruppen wurden weiter auseinandergezogen und der neue Mittelsockel (Podest der Neptunstatue) in der Höhe deutlich verringert. Später wurden noch Ergänzungen um weitere kleinere Figuren (Fische) vorgenommen. Er korrespondiert mit dem Eichenbrunnen, dem Undefinierbaren Brunnen und der Quadratfontäine und ist somit integrativer Teil eines großräumigen Wassergartens.
1895 aufgenommene Verhandlungen des kaiserlichen Außenministeriums über den Rückkauf des zwischenzeitlich als wertvolles Zeugnis des deutschen Frühbarock erkannten Brunnens nach Deutschland scheiterten.  Als Versöhnungs- und Verständigungsgeste gestattete der Zar jedoch die Abformung. Mit den vom Gipsformer Ludwig Leichmann 1896 unmittelbar in Peterhof genommenen Abdrücken entstand ein Abguss des verkauften Brunnens, der in der ursprünglichen barocken Komposition (entsprechend den Forschungsarbeiten von Friedrich Wanderer) 1902 Aufstellung auf dem Hauptmarkt in Nürnberg fand. (Damit ergab sich die kuriose Situation, dass in Peterhof in der Barockzeit gegossene Figuren in einer Komposition des frühen 19. Jahrhunderts standen und in Nürnberg Figuren, die im späten 19. Jahrhundert gegossen waren, in der Komposition der Barockzeit.)

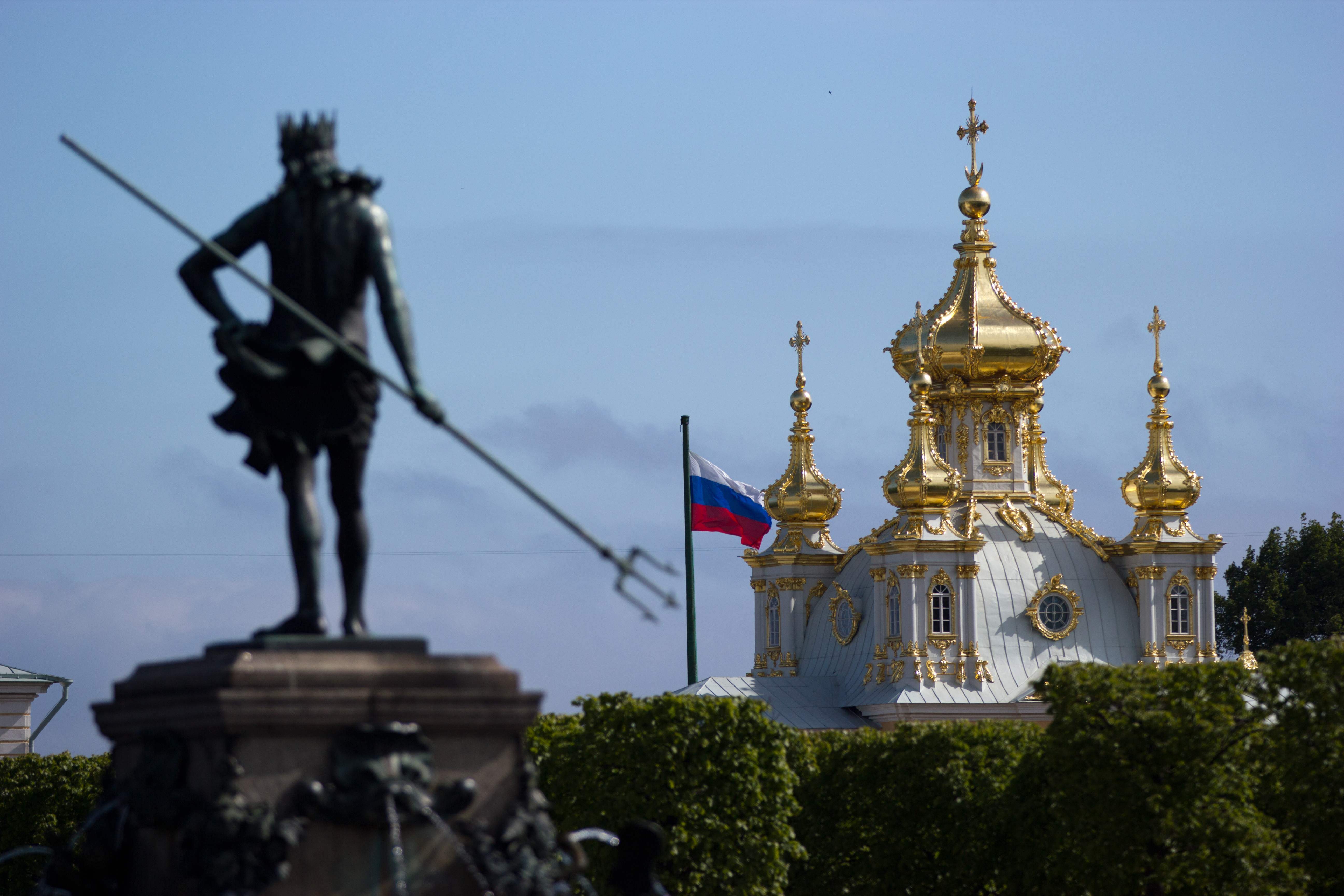
Neptun und Sommerpalast

1941 wurde der Neptunbrunnen von Angehörigen des „Einsatzstab Reichsleiter Rosenberg“ erfasst und später als Kriegsbeute abgebaut, nach Nürnberg verbracht und dort im Paniersbunker eingelagert. Kurioserweise überlebte er den Krieg unbeschadet, weil er deswegen nicht dem Artilleriebeschuss im Rahmen der Rückzugsgefechte ausgesetzt war. Zwei Jahre nach Ende des Zweiten Weltkriegs wurde das Original, das in Nürnberg nie aufgestellt worden war, in den Originalkisten des Kunstraubs von 1942 nach Russland zurückgeführt und zunächst in Leningrad (heute Sankt Petersburg) und dann in Peterhof eingelagert. Zu einer Wiederaufstellung gelangte es aus politischen Gründen zunächst nicht, da die sowjetischen Kulturbehörden den Brunnen als faschistisches Kulturgut oder als bourgois betrachteten. Bei der Rückführung des Brunnens war auch eine Nereide verloren gegangen (in der so beschrifteten Kiste wurde stattdessen ein erbeutetes Motorrad transportiert). Nach dem Ende der Stalin-Ära wurde der Brunnen 1956 an seinem ursprünglichen Platz, zunächst ohne die fehlende Nereide, wieder aufgebaut. Silikonabgüsse am Petershofer Original und an dem Nürnberger Abguss ermöglichten eine Restaurierung verlorengegangener und zerstörter Teile beider Brunnen. 1970 wurde im Rahmen des zwischen der Bundesrepublik Deutschland und der Sowjetunion abgeschlossenen Kulturabkommens (Anhang des Vertrages über die Verbesserung der bilateralen Beziehungen) die Wiederherstellung der verlorengegangen Nereide ermöglicht. Der russische Bildhauer W.I. Tatarowitsch fertigte die verlorene Figur nach der Vorlage des Nürnberger Abgusses erneut. 1996 wurde der Brunnen nochmals restauriert. Dabei wurden mehrere Details, die im Laufe der Jahrhunderte (durch Kriegswirren, oder bereits durch Entfernung bei der klassizistischen Uminterpretation) verlorengegangen waren (Zügel, Peitschen, Rutenbündel, Muschelhörner etc.) nach der Vorlage des Nürnberger Abgusses rekonstruiert. Bei dieser Gelegenheit wurde auch das ursprünglich vorgesehenen Wappen mit dem Habsburger Doppeladler angebracht.

## Aussehen
Auf zwei übereinandergestellten kubischen Marmorblöcken (anstelle des von Georg Schweigger vorgesehenen hohen Bronzesockels) in der Mitte des Brunnens steht die Bronzestatue des römischen Gottes Neptun, zu seinen Füßen zwei Reiter auf geflügelten Pferden und zwei Nymphen mit Rudern, die auf die Flüsse Rednitz, der durch Nürnbergs Nachbarstadt Fürth und Pegnitz, der durch Nürnberg fließt, symbolisieren. Umringt wird das Ensemble vierseitig von Tritonen, Nereiden und Gruppen auf einem Drachen reitender Putten, Delfinen und einem Seelöwen, allesamt allegorische Meeresfiguren. Das gesamte Arrangement steht auf einer Grundplatte, die sich etwas über den Wasserspiegel des Großbeckens erhebt und ist (im Verhältnis zum ursprünglich barocken Entwurf) weit auseinandergezogen. Zwei hinzugefügte Meerjungfrauen stellen symbolhaft die russischen Süßwasserflüsse im allgemeinen Sinne dar. Auf der Vorderseite des Postaments prangt der Zarenadler des Herrscherhauses Romanow, anstelle des für die Aufstellung in Nürnberg vorgesehenen Habsburger Doppeladlers. Auf der rückwärtigen Sockelseite blieb das Nürnberger Stadtwappen als Reminiszenz an die Herkunft des Brunnens erhalten. Sämtliche allegorische Figuren sind ihres 140 Jahre älteren Ursprungs gemäß (barocktypisch) in extremer Bewegung dargestellt, was dem Konzert der Figuren eine für den Klassizismus ungewöhnliche Dynamik verleiht.

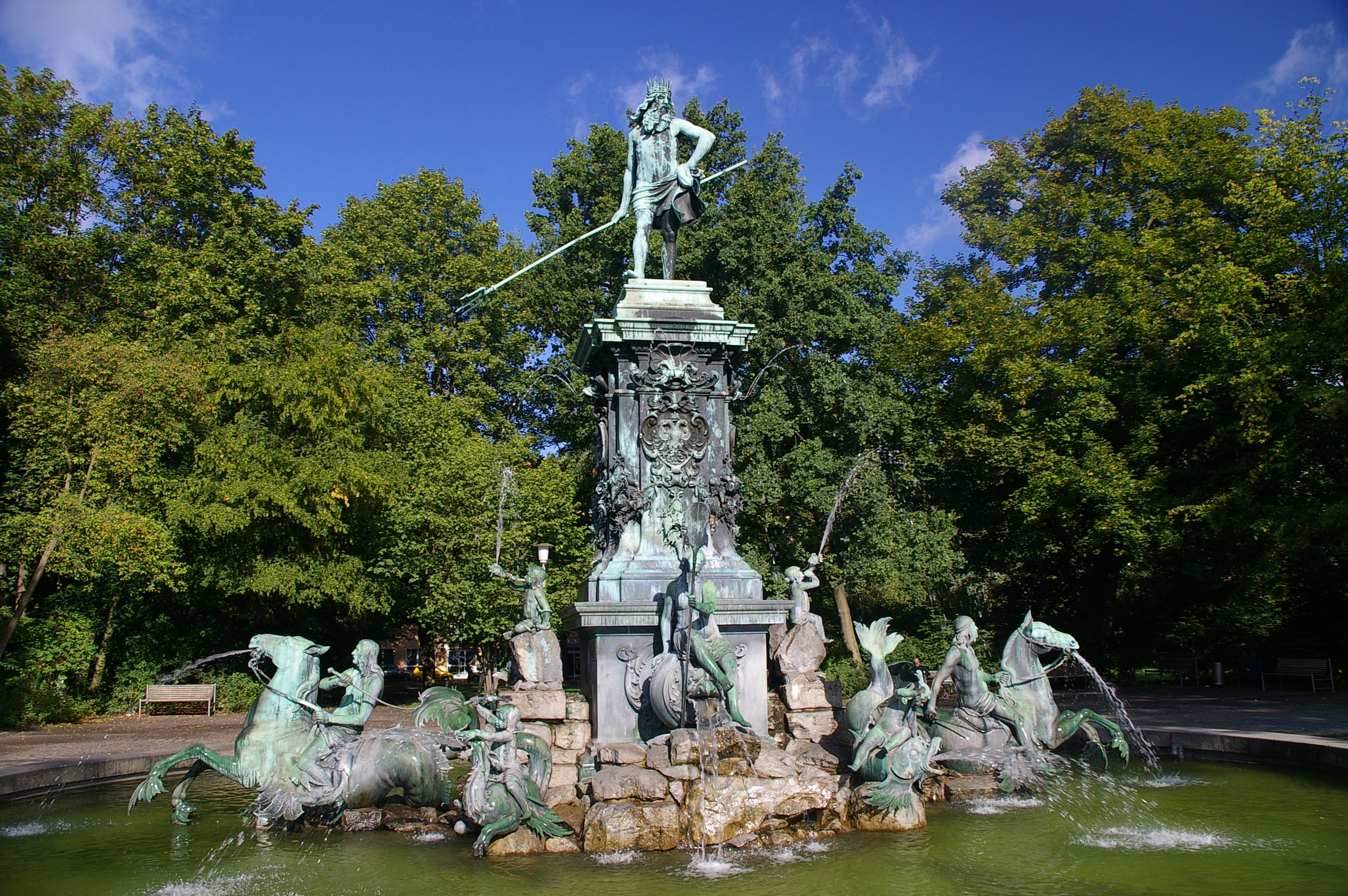
Nachguss im Nürnberger Stadtpark

Nicht unbedingt zeittypisch für den frühen Barock verwendete das Arrangement ausschließlich Figuren und Symbole der griechischen Mythologie und Allegorien des Wassers; die Bildsprache des Brunnens ist frei von christlicher Symbolik. Er ist damit auch Ausdruck und Zeugnis der gut 130 Jahre nach Durchsetzung der Reformation und unter dem starken Einfluss des Humanismus (Melanchthon) fortgeschrittenen Verweltlichung des Lebens im Nürnberg des 16. Jahrhunderts. Das Figurenprogramm eignete sich insofern gut für ein Neuarrangement im Sinne des repräsentativen Klassizismus des frühen 18. Jahrhunderts.

## Film
Der Film von Emmanuel Descombes Magische Gärten – Peterhof zeigt den Palast, den Park (nach einem animierten Parkplan) und seine Wasserkunst und den Brunnen aus verschiedenen Perspektiven im Sommer 2016. Verantwortliche der dortigen Museen werden interviewt.